# Paramètre de dégagement de chaleur
En combustion, le paramètre de dégagement de chaleur est un nombre sans dimension qui mesure la quantité de chaleur libérée par un processus de combustion adiabatique,. Il est défini par :
{\displaystyle q={\frac {T_{\mathrm {ad} }-T_{\mathrm {u} }}{T_{\mathrm {u} }}}}
où :
{\displaystyle T_{\mathrm {ad} }} est la température de flamme adiabatique ;
{\displaystyle T_{\mathrm {u} }} est la température du mélange imbrûlé (« u » pour l'anglais unburned).
Dans un processus de combustion typique, q = 2 à 7. Pour la combustion isobare, en utilisant la loi des gaz parfaits, le paramètre peut être exprimé en termes de masses volumiques :
{\displaystyle q={\frac {T_{\mathrm {ad} }-T_{\mathrm {u} }}{T_{\mathrm {u} }}}={\frac {\rho _{\mathrm {u} }-\rho _{\mathrm {ad} }}{\rho _{\mathrm {ad} }}}}.
Le rapport entre la température des gaz brûlés et celle des gaz non brûlés est :
{\displaystyle {\frac {T_{\mathrm {ad} }}{T_{\mathrm {u} }}}=1+q}.

## Rapport de dilatation des gaz
Le rapport de dilatation des gaz est simplement défini par :
{\displaystyle r={\frac {\rho _{\mathrm {u} }}{\rho _{\mathrm {ad} }}}}.
Il est lié au paramètre de dégagement de chaleur par {\displaystyle r=1+q}.